# Zevenaar
Zevenaar es una ciudad y un municipio de la provincia de Güeldres en los Países Bajos, cerca de la frontera con Alemania. El municipio se formó el 1 de enero de 2005 por la incorporación del antiguo municipio de Angerlo al de Zevenaar, que de este modo duplicó su territorio. Dispone de una superficie de 58 km², de los que 4,74 km² corresponden a la superficie ocupada por el agua. El 1 de enero de 2014 tenía una población de 32.283 habitantes y una densidad de 606 h/km².
Además de Zevenaar, donde se localiza el ayuntamiento, forman el municipio Angerlo, Babberich, Giesbeek, Lathum, Ooy y Oud Zevenaar.

## Historia
En 1487, el duque de Cleves Juan II concedió a Zevenaer los derechos de ciudad. Al morir sin descendencia directa Juan Guillermo de Cléveris en 1609, Mauricio de Nassau maniobró para impedir que un católico pro-español se hiciese con el ducado. El conflicto terminó con la incorporación del ducado al elector de Brandenburgo. Tras la incorporación de Brandenburgo a Prusia, en 1801 la República de Batavia inició negociaciones con Prusia sobre los enclaves de Cleves; en 1808 Zevenaar pasó a formar parte del estado vasallo del Primer Imperio francés. Con la llegada del príncipe de Orange Zevenaar fue devuelta a Prusia, hasta que el Congreso de Viena acordó el 1 de junio de 1816 su incorporación al Reino de los Países Bajos. 
La Segunda Guerra Mundial causó mucho daño a la población, pero la reconstrucción permitió la apertura de nuevas zonas residenciales  alrededor del casco antiguo. En 1958 la población rondaba los 10 000 habitantes. Hacia 2007 se había estabilizado en torno a los 32.000 habitantes.

## Galería de imágenes

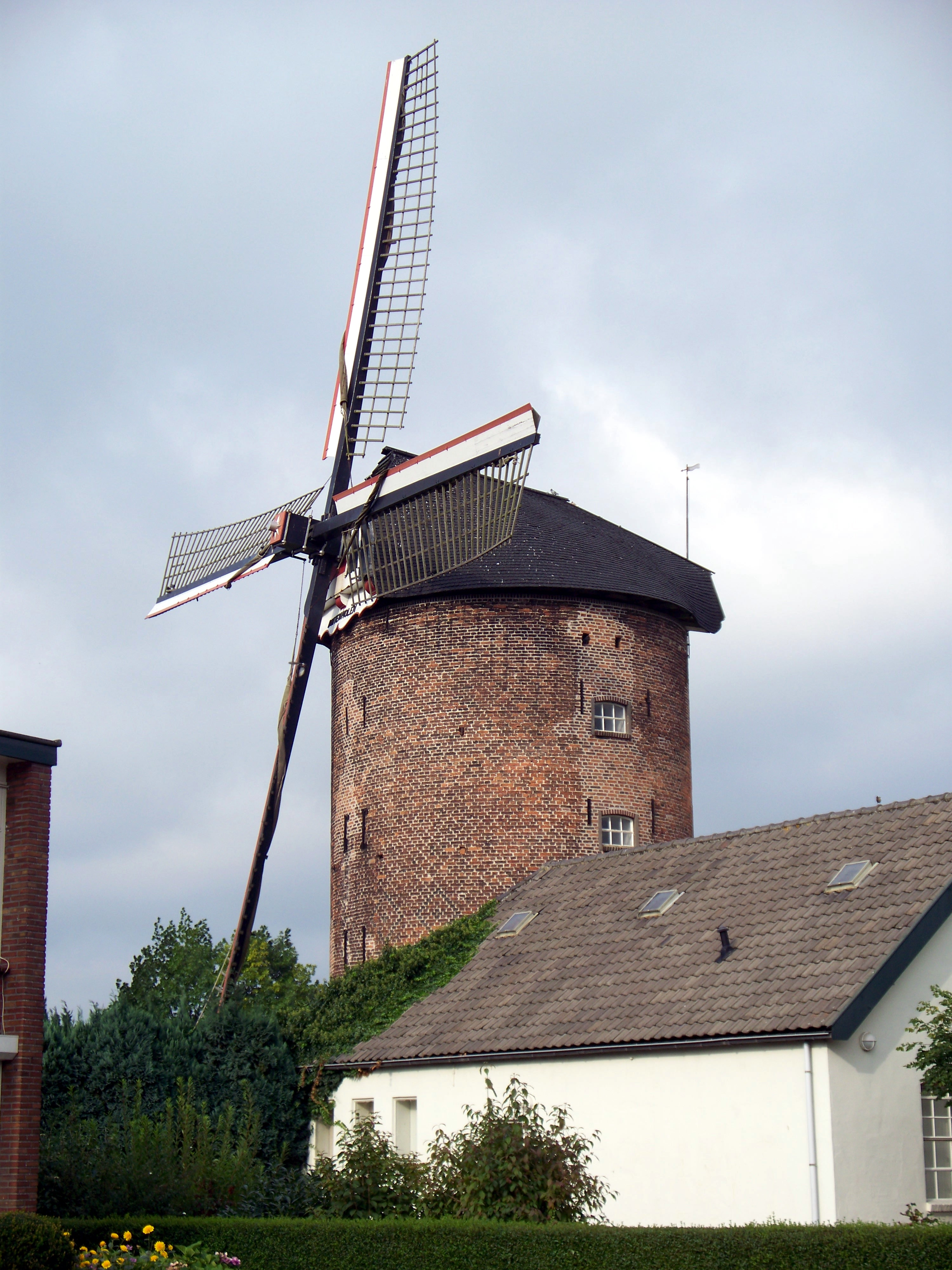
Zevenaar, de Buitenmolen del siglo XVI
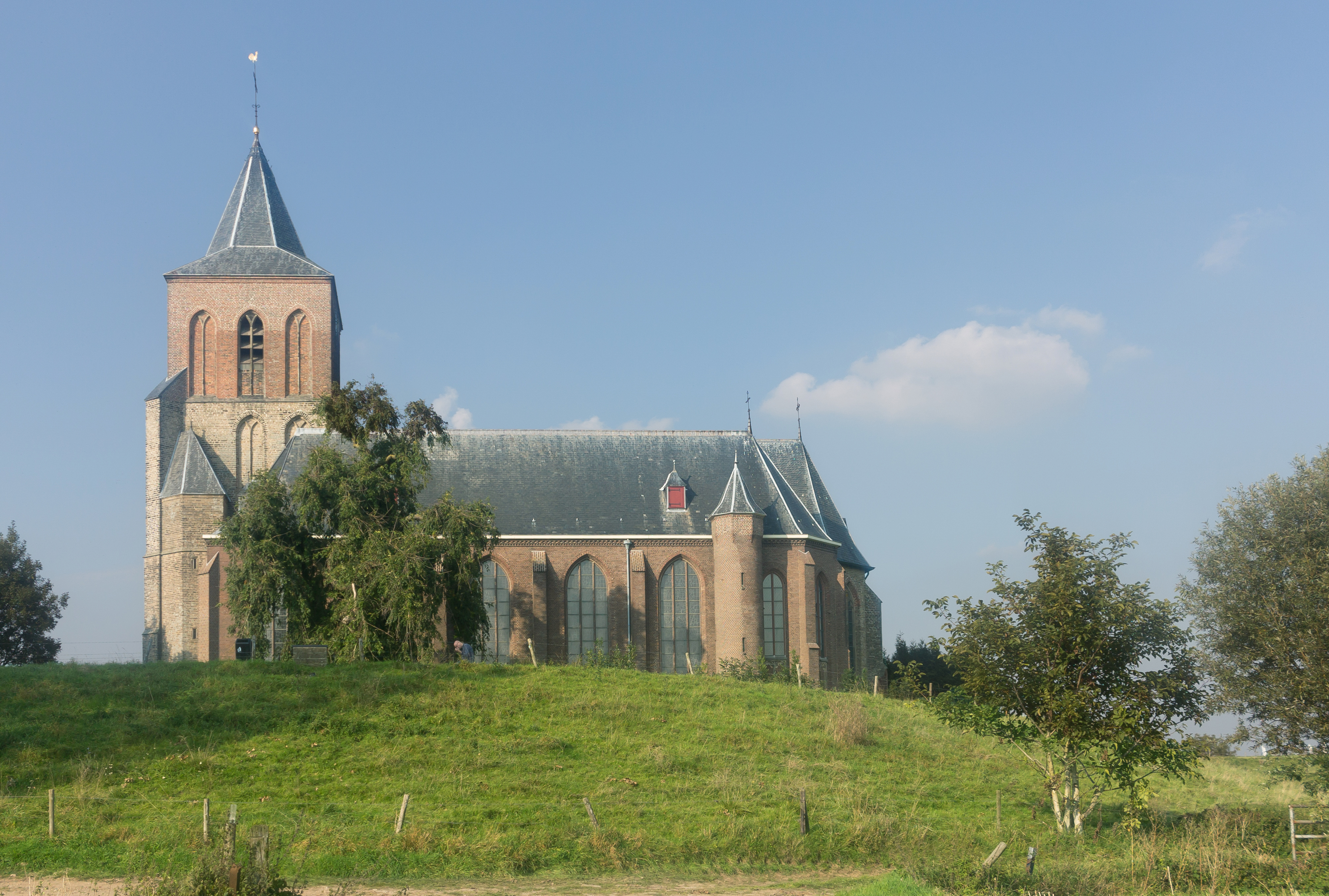
Oud Zevenaar, la iglesia: la Sint Martinuskerk
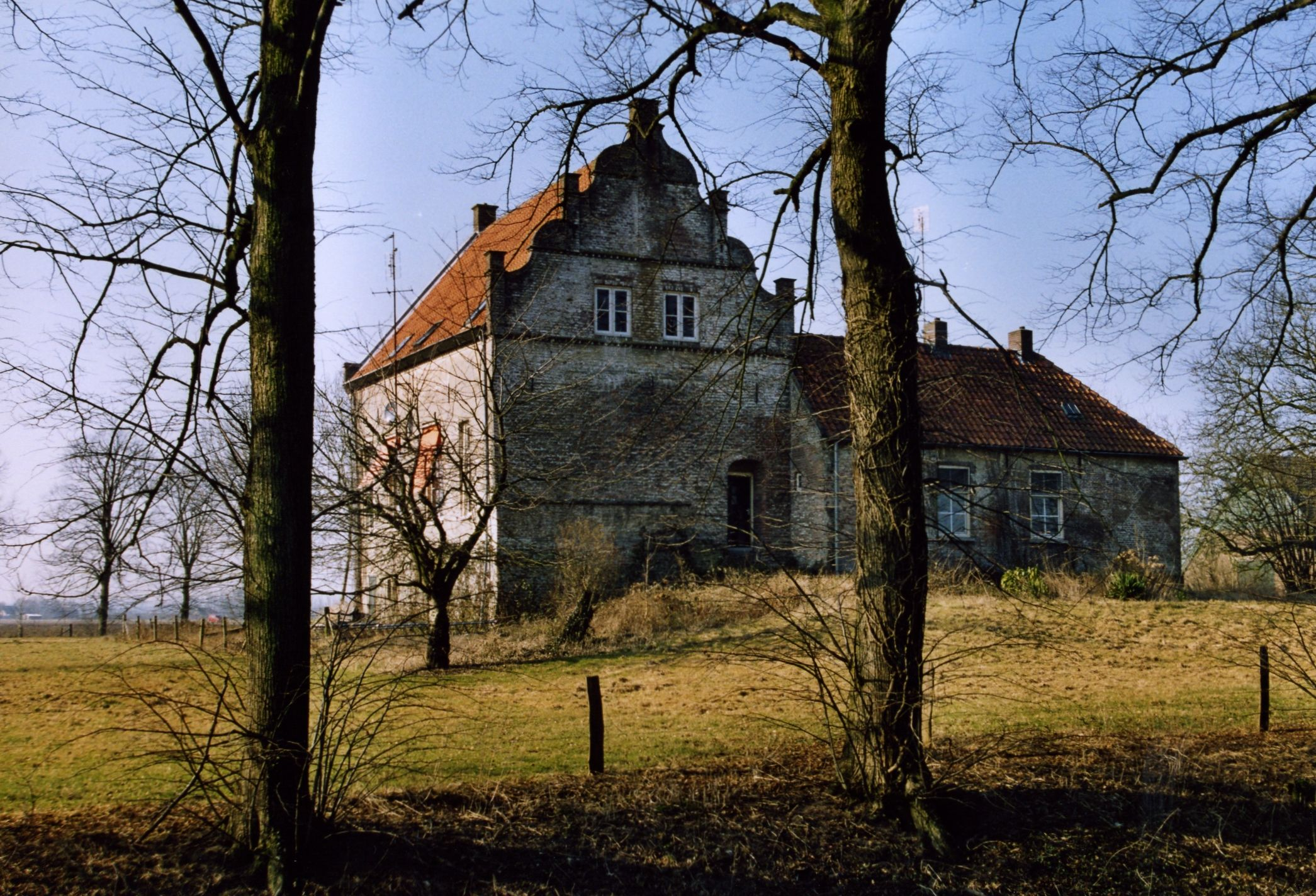
Lathum, casa señorial del siglo XV
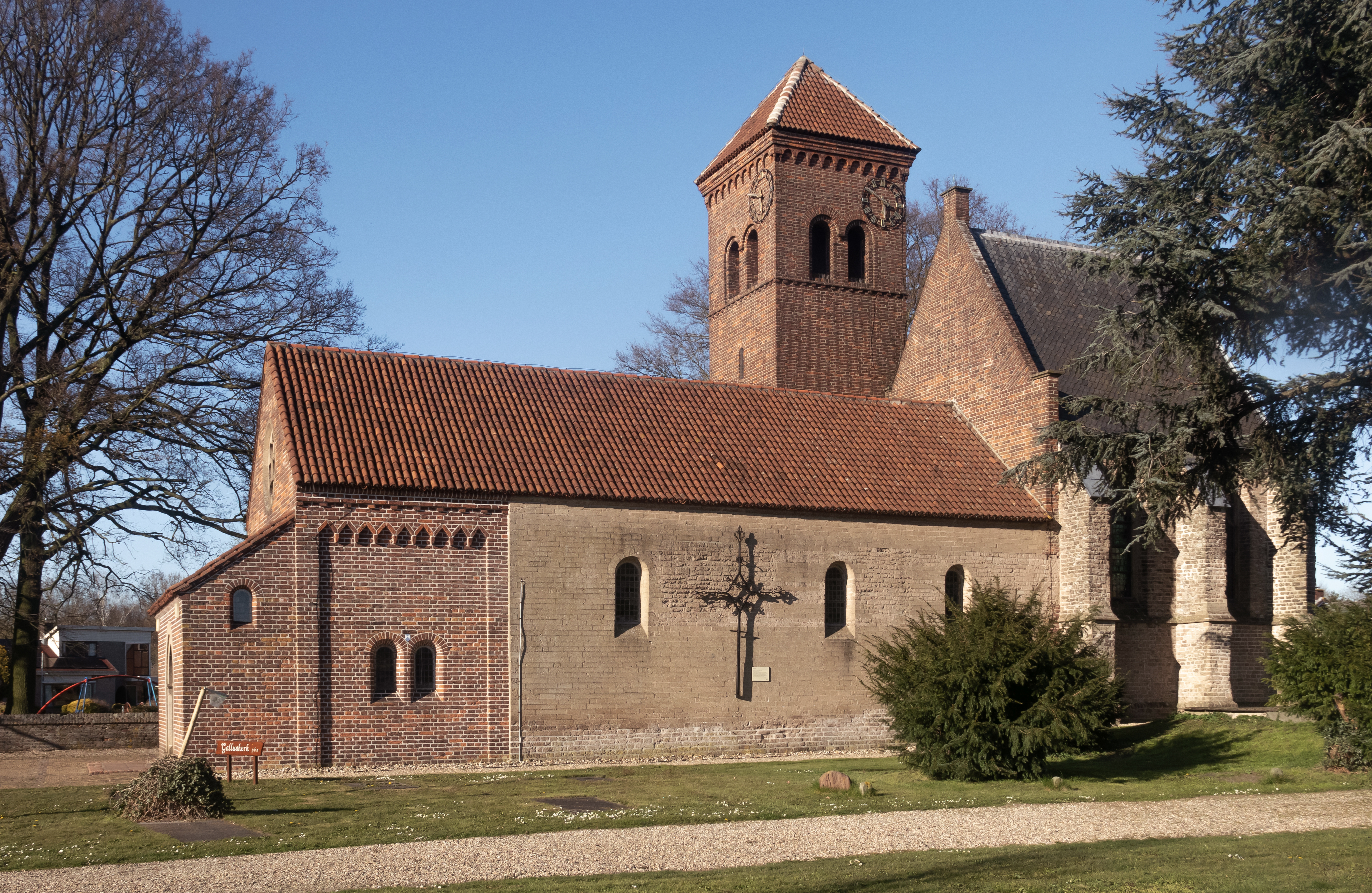
Angerlo, Sint-Galluskerk, de hacia 1100 las partes más antiguas
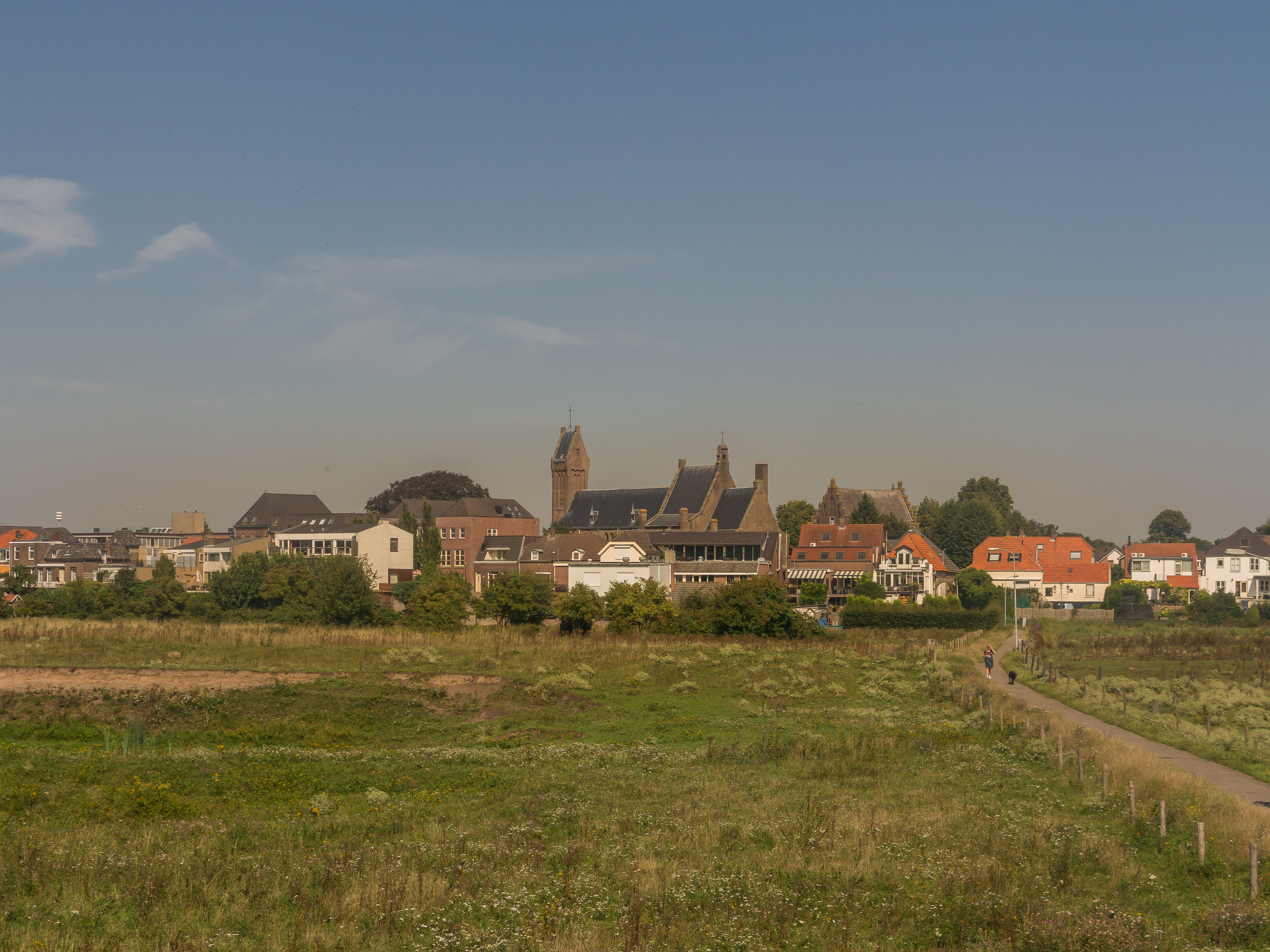
Lobith, vista del pueblo
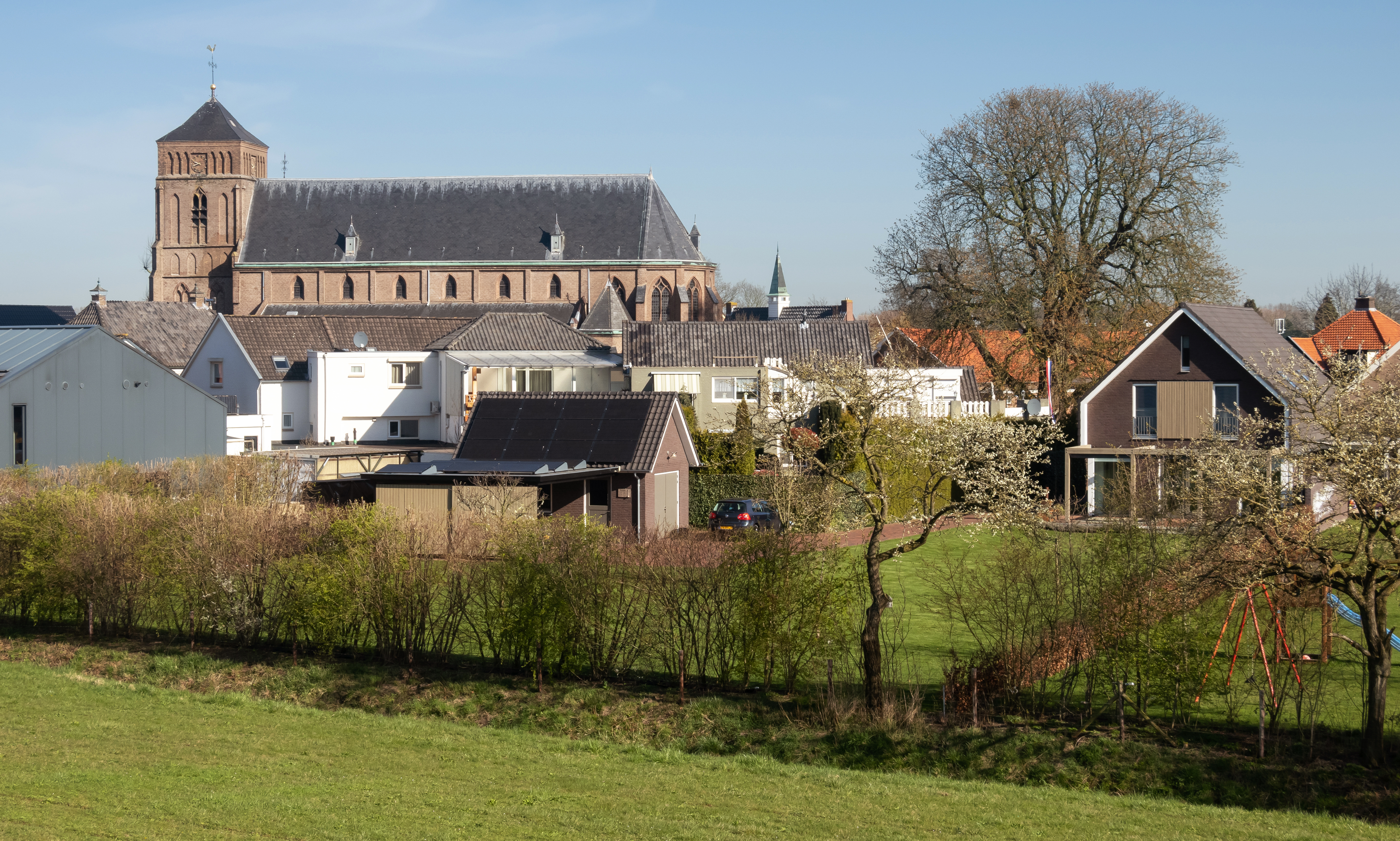
Pannerden, la iglesia católica: la Sint Martinuskerk
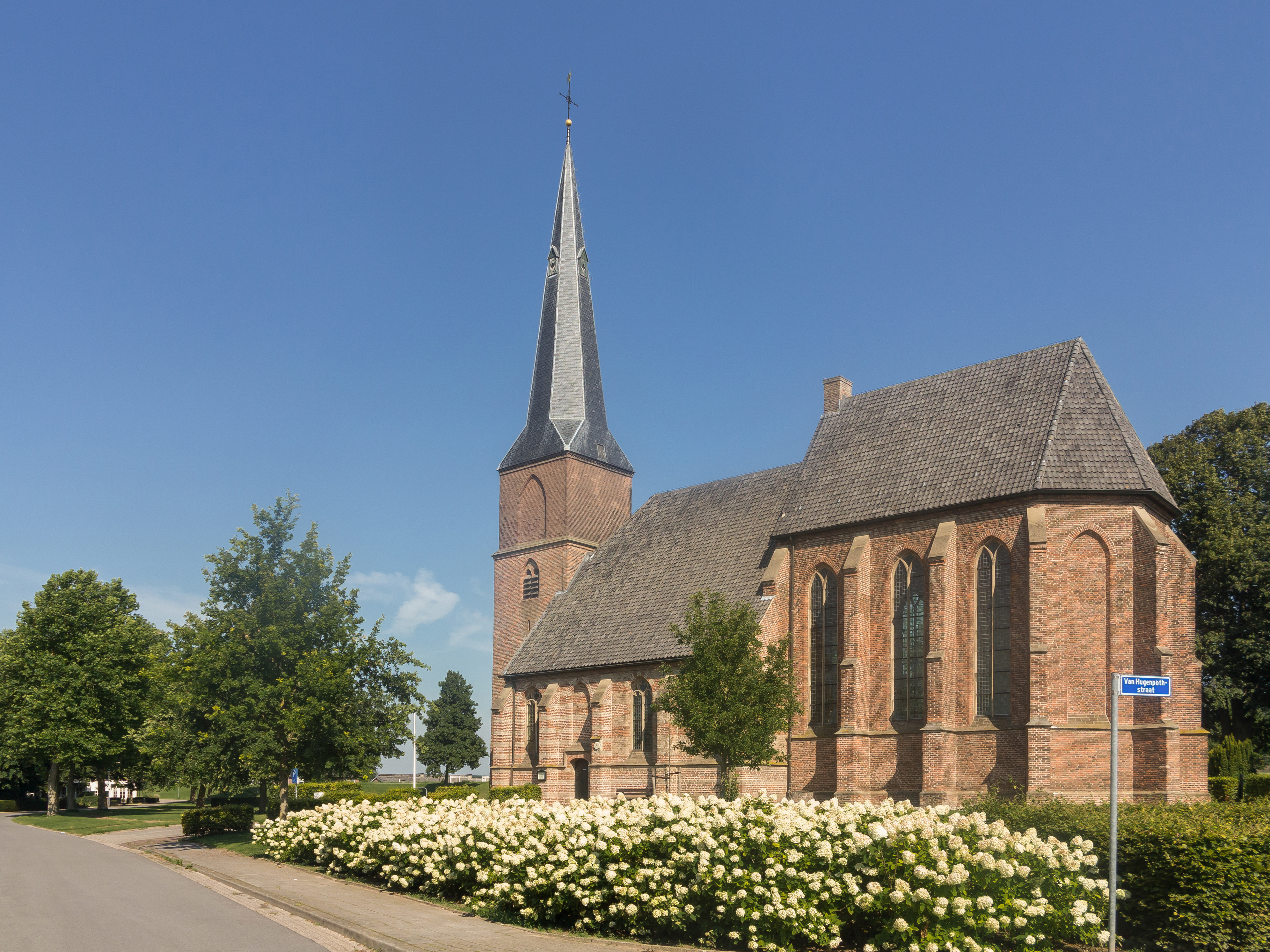
Aerdt, la iglesia protestante
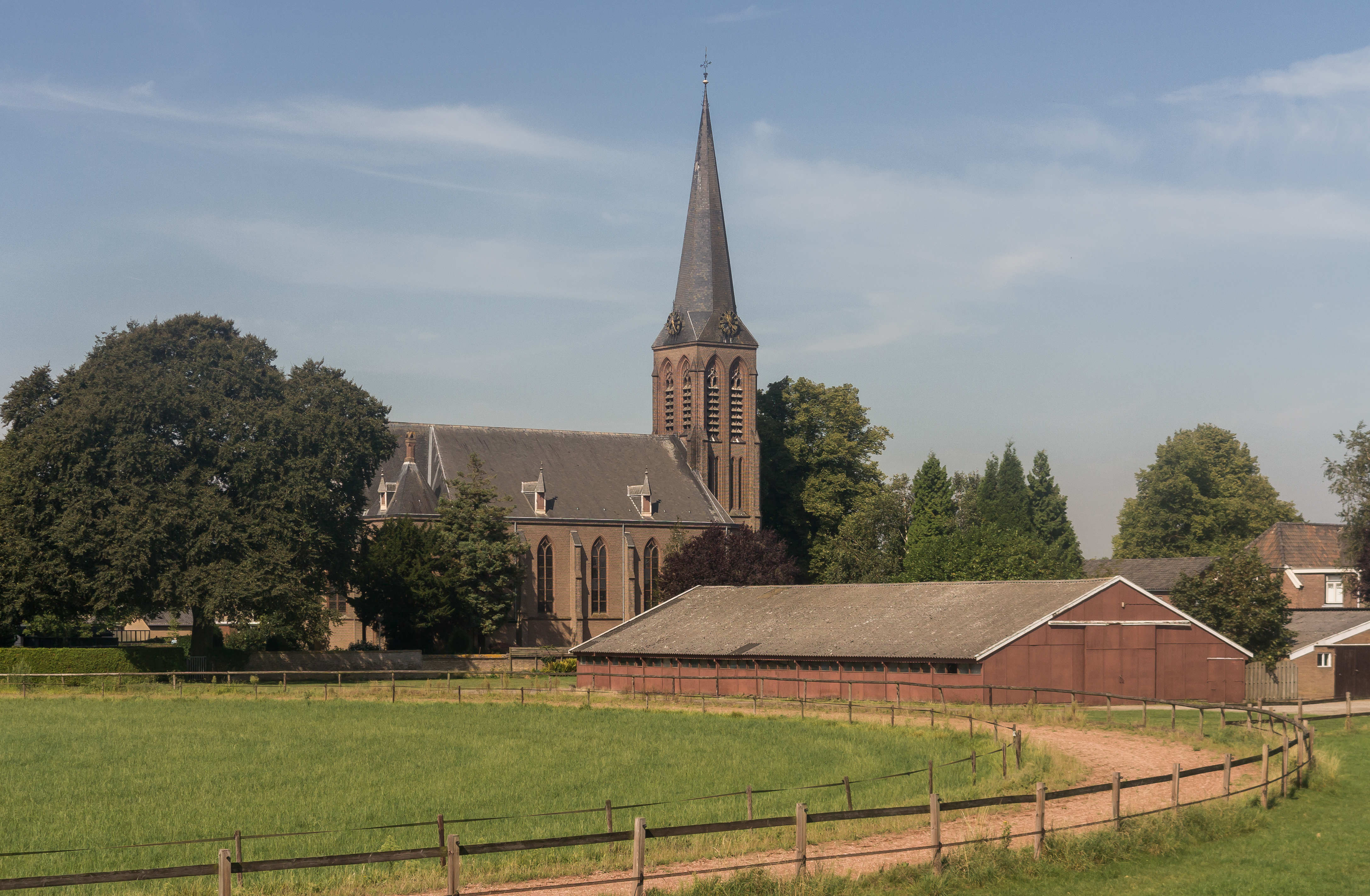
Herwen, la iglesia: la Sint Martinuskerk

## Ciudades Hermanadas
- Niza, Francia
- Reikiavik, Islandia
- Weilburg, Alemania